# Las Canteras (Buenavista del Norte)
Las Canteras es una de las entidades de población que conforman el municipio de Buenavista del Norte, en la isla de Tenerife —Canarias, España—.

## Geografía
Está situado a 150 m s. n. m. al pie de la montaña de Taco, a apenas dos kilómetros del casco urbano de Buenavista del Norte, limitando con el municipio de Los Silos por la calle de La Montaña.

## Demografía
| Año        | 2000 | 2005 | 2010 | 2015 | 2020 |
| ---------- | ---- | ---- | ---- | ---- | ---- |
| Habitantes | 170  | 182  | 197  | 292  | 319  |

## Comunicaciones
Se llega al barrio por la carretera general de la Isla Baja TF-42.

### Transporte público
En autobús ―guagua― queda conectado mediante la siguiente línea de TITSA:
| Línea | Trayecto                                            | Recorrido     |
| ----- | --------------------------------------------------- | ------------- |
| 363   | Puerto de la Cruz-Buenavista (por Icod de los Vinos | Horario/Línea |